# ماكس بير (مؤرخ)
ماكس بير (بالألمانية: Max Beer)‏ (و. 1864 – 1943 م) هو صحفي، ومؤرخ، واقتصادي من ألمانيا، والنمسا، ولد في تارنوبزج، توفي في لندن، عن عمر يناهز 79 عاماً، بسبب سل.

## التعليم
تعلم في كلية لندن للاقتصاد.